# 高雄市公車7路
高雄市公車7路，由港都客運營運，分為A、B、C、D四線。

高雄市公車7A路，起點站為加昌站，終點站為高雄師範大學燕巢校區。

高雄市公車7B路，為區間車，起點站為加昌站，終點站為樹德科技大學。

高雄市公車7C路，起點站為加昌站，行駛進國立高雄科技大學第一校區，終點站為國立高雄科技大學燕巢校區。

高雄市公車7D路，為跳蛙式公車，起點站為加昌站，終點站為樹德科技大學。

## 歷史
- 原由高雄市公車處經營，2014年高雄市公車民營化，由港都客運經營。
- 2018年9月10日：新增7C支線「加昌站－高雄科大（楠梓）－高雄科大（第一西校區）－高雄科大（第一東校區）－高雄科大（燕巢）」。
- 2018年9月20日：新增7D跳蛙式公車「加昌站－樹德科技大學」，沿途停靠捷運楠梓科技園區站、後勁國中(捷運後勁站)、楠梓火車站、北國麗景、鳳山厝站。
- 2019年3月1日：7A、7C新增「大仁路(燕巢)」站。
- 2019年3月18日：7C新增「楠梓高中(創新路)」站。
- 2020年4月1日：7C行駛路線微調並新增「捷運青埔站」、「清豐路口(楠梓路)」兩站。
- 2020年8月31日：7A、7B平日不再延駛燕巢國中。
- 2021年8月15日：裁撤「高楠陸橋（捷運都會公園站）」。

## 停站
參見右側路線圖